# Jezioro Suche (Pojezierze Wałeckie)
Jezioro Suche – jezioro w woj. zachodniopomorskim, w pow. wałeckim, w gminie Człopa, leżące na terenie Pojezierza Wałeckiego.
Według urzędowego spisu opracowanego przez Komisję Nazw Miejscowości i Obiektów Fizjograficznych (KNMiOF) opublikowanego przez Główny Urząd Geodezji i Kartografii (GUGiK) i udostępnionego na stronach Komisja Standaryzacji Nazw Geograficznych (KSNG) nazwa tego jeziora to Jezioro Suche. W różnych publikacjach można spotkać poboczne nazwy tego jeziora - Krynka i Smolne.
Powierzchnia zwierciadła wody według różnych źródeł wynosi od 2,91 ha. do 3,2 ha.
Zwierciadło wody położone jest na wysokości 114,3 m n.p.m.
Brzegi jeziora przechodzą w tereny podmokłe. Wody jeziora wykazują tendencję do zarastania i tworzenia bagna.